# Claude Lancelot
Claude Lancelot (* um 1615 in Paris; † 15. April 1695 in Quimperlé) war ein jansenistischer Mönch und Linguist.

## Leben und Wirken

### Schüler von Saint-Cyran
Lancelot trat am 31. Oktober 1627 im 13. Lebensjahr gegen den Willen der Eltern in das 1612 von Adrien Bourdoise (1584–1655) gegründete Priesterseminar St-Nicolas-du-Chardonnet ein, erhielt sogleich die Tonsur und trug ab 5. März 1628 die Soutane. Er studierte dort 10 Jahre. 1637 begegnete er Jean Duvergier de Hauranne, genannt Saint-Cyran, und schloss sich unter seinem Einfluss ab dem 20. Januar 1638 den „Solitaires“ (Einsiedlern) von Port Royal des Champs an, an deren Erziehungsinstitut, wechselweise in Port Royal des Champs und in Port Royal de Paris, er unterrichtete. Die Festnahme von Saint-Cyran führte am 15. Juli 1638 zur Auflösung der Solitaires. Lancelot wurde nach La Ferté-Milon verbannt, von wo er im Oktober 1639 in das Kloster Saint-Cyran-en-Brenne im Ort Saint-Michel-en-Brenne (Département Indre) ging, um dort seine Erziehertätigkeit fortzusetzen. Im Oktober 1640 wechselte er auf Weisung Saint-Cyrans nach Paris. Dort war er ab Herbst 1641 nicht nur Erzieher, sondern auch Küster des Klosters Port-Royal. Er verkehrte eng mit Saint Cyran ab dessen Freilassung, erlebte seinen Tod am 11. Oktober 1643 und organisierte seine Beisetzung.

### Lehrer an den Petites Écoles von Port Royal
Da das Frauenkloster Port Royal de Paris wegen Überfüllung zurück nach Port Royal des Champs drängte, gründeten die Solitaires 1646 offiziell in Paris ihr „Petites Écoles“ genanntes Erziehungsinstitut, das dort offiziell bis zum 12. März 1660 bestand. Es war die Zeit, in der Lancelot, ebenso wie Antoine Arnauld und Pierre Nicole und in fruchtbarer Zusammenarbeit mit ihnen, bedeutende Werke schuf, allen voran die mit Arnauld publizierte Grammatik von Port-Royal, die drei  Jahrhunderte später durch Noam Chomsky neue Berühmtheit erfuhr. Die Zeit von 1646 bis 1660 war aber ab 1653 auch von weiterer Verfolgung durch die Behörden geprägt, so dass Lancelot von Paris in das „Les Granges“ (Grangien) genannte Gehöft in der Nähe von Port Royal des Champs wechselte, wo im Oktober 1655 der sechzehnjährige Jean Racine sein Schüler wurde und es bis Oktober 1658 blieb, auch nachdem Lancelot, im März 1656 aus den Granges vertrieben, Erzieher des späteren Herzog von Chevreuse, Charles Honoré d’Albert (1646–1712), im Hause von Louis Charles d’Albert, Herzog von Luynes, (1620–1690) wurde.

### 1661–1672
Die Zeit der größten Verfolgung von Port Royal durch Staat und Kirche von 1661 bis 1666 erlebte Lancelot als Küster aus nächster Nähe mit. Von August 1667 bis Ende 1667 unternahm er in Begleitung von Louis-Henri de Loménie de Brienne (1635–1698) eine Reise zum heiligmäßigen Bischof von Alet, Nicolas Pavillon (1597–1677), die ihn über Auxerre, Vézelay, die Kartause von Apponay in Rémilly (heute Département Nièvre), Cluny, Lyon, Saint-Claude, Genf, Annecy, die Grande Chartreuse, Grenoble, Pont-Saint-Esprit, die Kartause von Villeneuve-lès-Avignon und Limoux nach Alet führte, wo er einen Monat blieb (über die Rückreise ab dem 12. Oktober ist nichts bekannt). Von 1669 bis 1672 war Lancelot Erzieher von Louis Armand I. de Bourbon, prince de Conti (1661–1685) und François Louis de Bourbon, prince de Conti (* 1664).

### Der Zisterziensermönch
Um die Jahreswende 1672/1673 ging Lancelot in das Kloster Saint-Cyran-en-Brenne. Er wurde dort durch Henri de Barillon, Bischof von Luçon, zum Unterdiakon geweiht. Am 6. Juni 1673 wurde er als Zisterzienser eingekleidet. Am 11. Juni 1674 legte er die Profess ab. Nach dem Tod der Herzogin von Longueville, der Port-Royal seinen vorübergehenden Schutz verdankte, kam es 1679 zur erneuten Verfolgung, in deren Verlauf Lancelot per Lettre de cachet aus dem Kloster Saint-Cyran verbannt und in das Benediktinerkloster Sainte-Croix Quimperlé (Bretagne) eingewiesen wurde. Der dortige Abt Guillaume Charrier († 1717) war ihm wohlgesinnt. Im März 1689 durfte Lancelot beim Besuch Jakobs II. von England im Kloster am Tisch des Königs speisen. Er starb am 15. April 1695 (acht Monate nach Antoine Arnauld und sieben Monate vor Pierre Nicole). Seine Gebeine sind verschollen.

## Werke (Auswahl)
- Nouvelle méthode pour apprendre la langue latine (Neue Methode, Latein zu lernen, 1644)
- Nouvelle méthode pour apprendre la langue grecque (Neue Methode, Griechisch zu lernen, 1655)
- Jardin des racines grecques (Garten der griechischen Wurzeln, 1657)
- Nouvelle méthode pour apprendre facilement et en peu de temps la langue espagnole (Neue Methode, Spanisch zu lernen, 1660)
- Nouvelle méthode pour apprendre facilement et en peu de temps la langue italienne (Neue Methode, Italienisch zu lernen, 1660)
- mit Antoine Arnauld: Grammatik von Port-Royal („Grammaire générale et raisonnée“, 1660)
  - (kritische Ausgabe) Bernard Colombat, Jean-Marie-Fournier (Hrsg.) Grammaire générale et raisonnée. Classiques Garnier, Paris 2023.

- - Grammaire générale et raisonnée ou La grammaire de Port-Royal, hrsg. von Herbert E. Brekle. 2 Bde. Fromman, Stuttgart-Bad Cannstatt 1966 (Faksimile der 3. Auflage, Paris 1676).
  - Grammaire générale et raisonnée. Olms, Hildesheim, New York 1973.
  - General and rational grammar. The Port-Royal grammar. De Gruyter Mouton, Berlin/Boston 1975, 2015.
- Quatre Traitez de poésies, latine, francoise, italienne et espagnole. Paris 1663. Brighton 1969.
- L’Art de Chanter ou Metode Facile pour apprendre en fort peu de temps les vrays principes du Plein-Chant & de la Musique, & pour les mettre surement en pratique. André Pralard, Paris 1685. (heute: plain-chant = Gregorianischer Choral)
- Dissertation sur l'hémine de vin et sur la livre de pain de S. Benoist. 2. Auflage. Guillaume Desprez, Paris 1688
- Mémoires touchant la vie de M. de Saint-Cyran, hrsg. von Denis Donetzkoff. Nolin, Paris 2003 (Reihe « Univers Port-Royal » 4)